# Rome Gladiators
I Rome Gladiators sono stati una franchigia di pallacanestro della WBA, con sede a Rome, in Georgia, attivi dal 2004 al 2013.
Vinsero due volte il titolo nel 2005 e nel 2006, vincendo la finale rispettivamente con i Mississippi HardHats e con i Cartersville Warriors.
Sospesero le operazioni dopo la stagione 2007. Rientrarono nella lega nel 2011, raggiungendo di nuovo la finale nel 2013, perdendola con gli Upstate Heat.

## Stagioni
| Stagione | Lega | Denominazione   | V  | P  | %    | Piazzamento | Play-off    |
| -------- | ---- | --------------- | -- | -- | ---- | ----------- | ----------- |
| 2004     | WBA  | Rome Gladiators | 6  | 14 | 30,0 | 5º          | Primo turno |
| 2005     | WBA  | Rome Gladiators | 21 | 3  | 87,5 | 1º          | Campioni    |
| 2006     | WBA  | Rome Gladiators | 20 | 3  | 87,0 | 1º          | Campioni    |
| 2007     | WBA  | Rome Gladiators | 1  | 9  | 10,0 | 4º          | -           |
| 2011     | WBA  | Rome Gladiators |    |    |      | 4º          | Semifinale  |
| 2012     | WBA  | Rome Gladiators |    |    |      |             |             |
| 2013     | WBA  | Rome Gladiators |    |    |      | 3º          | Finale      |